# Björn Anklev
Björn Anklev (* 13. April 1979) ist ein ehemaliger schwedischer Fußballspieler. Der Offensivspieler bestritt über hundert Spiele in der Allsvenskan und wurde in der Spielzeit 2008 Zweitligameister mit Örgryte IS.

## Werdegang
Anklev begann seine Laufbahn beim Amateurverein Nyköpings BI. Mit dem Klub wurde er 2003 Meister der viertklassigen Division 3, wobei er als Torschützenkönig mit 28 Treffern entscheidend zum damit verbundenen Aufstieg in die Drittklassigkeit beitrug. Daraufhin wurde er von Halmstads BK verpflichtet. Für den Verein kam er in seiner ersten Saison in der Allsvenskan in 17 Partien zum Einsatz. 2006 verletzte er sich am Kreuzband und verpasste daher die gesamte Spielzeit und konnte sich auch im folgenden Jahr nicht mehr in die Startelf spielen: Alle 19 Einsätze in der Eliteserie in der Spielzeit 2007 bestritt Anklev als Einwechselspieler.
Im Winter 2008 verließ Anklev daraufhin den Verein und schloss sich Örgryte IS in der Superettan an, wo er einen Zweijahresvertrag unterschrieb. Bei seinem neuen Arbeitgeber etablierte er sich auf Anhieb als Stammspieler. Mit elf Saisontoren war er bester Torschütze seines Vereins und verhalf somit zum Wiederaufstieg des Traditionsvereins in die Allsvenskan. In der Erstliga-Spielzeit 2009 konnte er nicht an seine Torgefahr des Vorjahres anknüpfen und erzielte in 26 Spielen nur ein Saisontor. Mit dem Klub verpasste er als Tabellenletzter den Klassenerhalt. In der zweiten Liga war er – mittlerweile zum Mannschaftskapitän ernannt – zwar mit sieben Toren und drei Torvorlagen an nahezu jedem vierten der 43 Saisontore des Klubs beteiligt, es reichte für seine Mannschaft jedoch nur für den neunten Tabellenplatz der Spielzeit 2010. Dennoch verlängerte er im Sommer des Jahres seinen Kontrakt beim Göteborger Verein bis Ende 2012.
Aufgrund finanzieller Probleme war Örgryte IS jedoch nach Saisonende genötigt, Anklev abzugeben. Beim Stadtrivalen BK Häcken unterschrieb er einen Drei-Jahres-Kontrakt. Seine erste Spielzeit war von Verletzungen überschattet. Zwar kam er zu zehn Saisonspielen, bestritt diese aber jeweils lediglich als Einwechselspieler. Zu Beginn der anschließenden Spielzeit hatte er sich einen Stammplatz in der Offensivreihe neben Abdul Majeed Waris und René Makondele im von Trainer Peter Gerhardsson gespielten 4-3-3-System erkämpft. Zwar wurde er zeitweise durch Dioh Williams in der Startelf ersetzt, gehörte aber über weite Strecken der Spielzeit zu den Stammkräften. Nachdem er in der Spielzeit 2013 bei 25 seiner 26 Spieleinsätze in der Startformation gestanden hatte, verlängerte er im Herbst seinen auslaufenden Vertrag um eine weitere Spielzeit. Erneut bestritt er die überwiegende Anzahl der Saisonspiele, schwankte jedoch zwischen Startformation und Ersatzbank. Nach drei Toren in 25 Saisonspielen beendete er die Spielzeit mit dem Klub als Tabellenfünfter.
Nach Auslaufen seines Vertrags bei BK Häcken wechselte er innerhalb Göteborgs zurück zur Örgryte IS, die in der Relegation den Aufstieg in die zweite Liga verpasst hatte. Beim von Marcus Lantz trainierten Drittligisten unterzeichnete er einen Vertrag mit zwei Jahren Laufzeit. In den beiden Spielzeiten war er über weite Strecken Stammspieler. Dennoch trennten sich Ende 2016 die Wege, da sich die beiden Parteien nicht über die Konditionen bei einer Vertragsverlängerung einigen konnten, und anschließend beendete der Spieler seine Profikarriere.